# حازم الناصر
حازم الناصر ( 1962-) سياسي أردني ووزير سابق ولد في الفحيص في الأردن. شغل عدة مناصب في الحكومة الأردنية كان آخرها منصب وزير المياه والري في حكومة هاني الملقي الثانية ، حيث خرج من الفريق الحكومي في التعديل الوزاري الخامس الذي أجري على الحكومة بتاريخ 25 فبراير 2018. بدأ العمل في وزارة المياه والري 1991 كمدير لمشروع جر مياه الديسي إلى عمان وأشرف على إنجاز العديد من دراسات المشاريع المائية. أنجز العديد من الدراسات بعد مرحلة الدكتوراه في اقتصاديات المياه والبيئة في جامعة هارفارد الأمريكية عام 1996. ويعتبر من خبراء المياه في الشرق الأوسط، وله أكثر من ثلاثين بحثا علميا منشورا في دوريات ومؤتمرات دولية. وهو يحمل وسام الاستقلال من الدرجة الثانية ووسام الكوكب الأردني.
شغل أيضا منصب أمين عام وزارة المياه والري سنة 1997، وأمين عام وزارة المياه والري سنة 1999، ووزير المياه والري (2001-2002)، ووزير المياه والري (2002-2003)، ووزير المياه والري سنة 2003.

## التعليم
حاصل على شهادة الماجستير في المياه الجوفية من الجامعة الأردنية عام 1968 والدكتوراه في مصادر المياه من جامعة ميونخ التكنولوجية من ألمانيا عام 1986.

## مسيرته المهنية
رد حازم الناصر هيئة التحكيم الدولية مطالبات شركة مشروع جر مياه الديسي (ديواكو) التركية وقدرها 460 مليون دولار أميركي، وتلزيمها بدفع 10 ملايين دولار، تعويضا لوزارة المياه والري و12 مليونا أتعاب محاماة بسبب التأخر في تسليم المشروع في الوقت المحدد. كما استهجن شمول سارقي والمعتدين على المياه في الأردن بقانون العفو العام الذي أقره مجلس النواب حيث قال في منشور له عبر حسابه الخاص على موقع فيسبوك "سأكتب بشراسة ودون هوادة عن اعفاء من سَولت لهم أنفسهم الاعتداء على مياه الأردنيين دون أي نظرة رحمة لمن تنقطع عنهم المياه في "أيام القيض" والحر اللهيب."، وفي تصريحات صحفية سابقة قال" أن إسرائیل دقّت المسمار الأخیر في نعش مشروع ناقل البحرین بعد أن تمكنت من الحصول على سعر مخفض لتحلیة میاه البحر وصل إلى 0.45 دولار أمیركي.